# Manettia albert-smithii
Manettia albert-smithii är en måreväxtart som beskrevs av Paul Carpenter Standley. Manettia albert-smithii ingår i släktet Manettia och familjen måreväxter.
Artens utbredningsområde är Peru. Inga underarter finns listade i Catalogue of Life.